# Tserovo (Mavrovo et Rostoucha)
Tserovo (en macédonien Церово) est un village de l'ouest de la Macédoine du Nord, situé dans la municipalité de Mavrovo et Rostoucha. Le village comptait 19 habitants en 2002.

## Démographie
Lors du recensement de 2002, le village comptait :
- Macédoniens : 19